# 德梅萃·博赛卡斯
德梅萃·博赛卡斯（希臘語：Δημήτρης Παντελής Μπερτσεκάς，羅馬化：Dimitri Panteli Bertsekas，1942年—），是一名希腊应用数学家、电气工程师和计算机科学家，麻省理工学院工程学院电气工程和计算机科学系的迈克菲教授，以及亚利桑那州立大学计算决策富尔顿教授。

## 基本介绍
博赛卡斯生于雅典，并在那里度过了童年。他在国立雅典理工大学学习五年，此后在乔治华盛顿大学就读一年半后于1969年获得电子工程硕士，1971年于麻省理工学院获得了系统科学博士学位。在 1979年加入麻省理工学院之前，他曾在斯坦福大学工程经济系统系任教3年，并在伊利诺伊大学香槟分校的电气与计算机工程系任教5年。2019年，他被任命为亚利桑那州立大学计算、信息学和决策系统工程学院的全职教授，同时保留麻省理工学院的研究职位。
博赛卡斯以其研究成果、理论和算法优化与控制以及应用概率方面的18本教科书和专著而闻名。其成果包括理论/基础研究，优化问题算法的分析和设计，以及它们在数据通信和运输网络，电力发电等领域的应用。他是CiteSeer学术数据库中引用前100名的计算机科学家。他共同创办了雅典娜科学出版公司（Athena Scientific），该公司出版了他的大部分著作。
1990年代后期，博赛卡斯对数码摄影产生了浓厚的兴趣。 他的照片曾多次在麻省理工学院展出。

## 奖项和荣誉
- 管理科学协会（INFORMS） 计算学会奖（与约翰·齐齐克利斯），1997年
- 希腊运筹学会国家奖，2000年
- 美国自动控制学会（AACC）John R. Ragazzini 教育奖，2001年
- 美国工程院院士，2001年
- 管理科学协会（INFORMS）说明写作奖，2009年
- 美国自动控制学会（AACC）Richard E. Bellman 控制遗产奖，2014年
- 管理科学协会（INFORMS）优化学会 Khachiyan 终身成就奖，2014年
- 美国工业与应用数学学会（SIAM）与数学优化学会（MOS）Dantzig 奖，2015年
- 管理科学协会（INFORMS）John von Neumann 理论奖（与约翰·齐齐克利斯），2018年
- 电气电子工程师学会（IEEE）控制系统奖，2022年

## 教科书和研究专著
在他众多的教材与专著中，译作中文的包括
- 概率导论（Introduction to Probability）
- 网络优化：连续和离散模型（Network Optimization: Continuous and Discrete Models）
- 非线性规划（Nonlinear Programming）
- 凸优化理论（Convex Optimization Theory）
- 动态规划与最优控制（Dynamic Programming and Optimal Control）

在中国大陆授权发售的英文著作包括
- 抽象动态规划（Abstract Dynamic Programming）
- 凸优化理论（Convex Optimization Theory）
- 凸优化算法（Convex Optimization Algorithms）
- 非线性规划（Nonlinear Programming）
- 强化学习与最优控制（Reinforcement Learning and Optimal Control）
- 策略前展、策略迭代与分布式强化学习（Rollout, Policy Iteration, and Distributed Reinforcement Learning）

其他著作包括
- Stochastic Optimal Control: The Discrete-Time Case (与 Steven E. Shreve 合著)
- Constrained Optimization and Lagrange Multiplier Methods
- Data Networks （与罗伯特·加拉格合著）
- Parallel and Distributed Computation: Numerical Methods（与约翰·齐齐克利斯合著）
- Dynamic Programming and Optimal Control (两卷)
- Linear Network Optimization
- Network Optimization: Continuous and Discrete Models
- Neuro-Dynamic Programming（与约翰·齐齐克利斯合著）
- Introduction to Probability（与约翰·齐齐克利斯合著）
- Convex Analysis and Optimization（与 Angelia Nedic 及 Asu Ozdaglar 合著）
- Lessons from AlphaZero for Optimal, Model Predictive, and Adaptive Control